# Ocean City (Florida)
Ocean City ist  ein census-designated place (CDP) im Okaloosa County im US-Bundesstaat Florida. Das U.S. Census Bureau hat bei der Volkszählung 2020 eine Einwohnerzahl von 6.314 ermittelt. 

## Geographie
Ocean City liegt an der Choctawhatchee Bay und grenzt an die Städte Fort Walton Beach und Cinco Bayou (im Süden) sowie an Shalimar (im Osten). Der CDP liegt rund 40 km südlich von Crestview sowie etwa 60 km östlich von Pensacola. Ocean City wird von den Florida State Roads 85 und 188 durchquert.

## Demographische Daten
Laut der Volkszählung 2010 verteilten sich die damaligen 5550 Einwohner auf 2758 Haushalte. Die Bevölkerungsdichte lag bei 1353,7 Einw./km². 77,4 % der Bevölkerung bezeichneten sich als Weiße, 9,0 % als Afroamerikaner, 0,9 % als Indianer und 3,9 % als Asian Americans. 4,0 % gaben die Angehörigkeit zu einer anderen Ethnie und 4,7 % zu mehreren Ethnien an. 10,1 % der Bevölkerung bestand aus Hispanics oder Latinos.
Im Jahr 2010 lebten in 26,9 % aller Haushalte Kinder unter 18 Jahren sowie 25,6 % aller Haushalte Personen mit mindestens 65 Jahren. 58,6 % der Haushalte waren Familienhaushalte (bestehend aus verheirateten Paaren mit oder ohne Nachkommen bzw. einem Elternteil mit Nachkomme). Die durchschnittliche Größe eines Haushalts lag bei 2,32 Personen und die durchschnittliche Familiengröße bei 2,92 Personen.
23,1 % der Bevölkerung waren jünger als 20 Jahre, 27,6 % waren 20 bis 39 Jahre alt, 29,7 % waren 40 bis 59 Jahre alt und 19,6 % waren mindestens 60 Jahre alt. Das mittlere Alter betrug 39 Jahre. 48,5 % der Bevölkerung waren männlich und 51,5 % weiblich.
Das durchschnittliche Jahreseinkommen lag bei 55.789 $, dabei lebten 10,4 % der Bevölkerung unter der Armutsgrenze.
Im Jahr 2000 war Englisch die Muttersprache von 94,72 % der Bevölkerung, spanisch sprachen 3,24 % und 2,04 % hatten eine andere Muttersprache.